# Morane-Saulnier Type V
Il Morane-Saulnier Type V fu un aereo da caccia monomotore, monoposto e monoplano ad ala media, sviluppato dall'azienda aeronautica francese Morane-Saulnier nei primi anni dieci del XX secolo.
Il modello fu essenzialmente una variante del Morane-Saulnier Type N, dal quale si distingueva per le dimensioni (leggermente superiori, a causa dell'adozione di un serbatoio di combustibile più capiente) e per l'adozione di una motorizzazione più potente atta a migliorare le prestazioni complessive del suo predecessore.
Adottato dai Royal Flying Corps per equipaggiare i propri reparti durante la prima guerra mondiale, venne avviato alla produzione in piccola serie.

## Storia del progetto
A causa del rapido evolversi della tecnologia aeronautica durante la prima parte della guerra, nel tentativo di riequilibrare le forze in campo sul fronte occidentale l'allora brigadier general Hugh Trenchard, I visconte Trenchard, comandante dei Royal Flying Corps (RFC) in Francia dal 25 agosto 1915 al 2 gennaio 1918, espresse l'esigenza di dotare i propri reparti di un modello di caccia più efficiente.
A tale scopo il governo britannico si raccomandò di valutare la possibilità di abbinare alla cellula del Morane-Saulnier Type N il motore Le Rhône 9J da 110 hp (82 kW) in luogo del Le Rhône 9C da 80 hp (59,7 kW) del precedente modello, emettendo, nel gennaio 1916, una specifica in favore dell'azienda francese che prevedeva la fornitura di un prototipo destinato a prove di valutazione, ordine in seguito allargato ad altri 12 esemplari, indicati dall'azienda come Type V, da avviare alla produzione in serie nel marzo 1916. Lo sviluppo del modello fu affiancato dal Morane-Saulnier Type I, modello similare ma che manteneva invariata la cellula del precedente modello.
Le prestazioni del Type V si rivelarono migliori del Type I, di conseguenza il governo britannico modificò il suo ordine bloccando la produzione del Type I dopo solo quattro esemplari costruiti.

## Tecnica
Il Type V conservava l'aspetto generale del modello dal quale era derivato, monomotore, monoposto e monoplano ad ala media, aerodinamicamente avanzato per il periodo ma oramai superato dalla migliore manovrabilità dei modelli a velatura biplana, che mantenne per le sue caratteristiche un pilotaggio impegnativo a causa dell'alta velocità di atterraggio e del controllo basato sullo svergolamento alare.
La fusoliera, realizzata con struttura in legno rivestita in tela, incorporava l'unico abitacolo destinato al pilota, aperto e collocato in corrispondenza dell'ala.
La velatura era del tipo monoplana, anch'essa realizzata con struttura in legno rivestita in tela, collocata medioalta sulla fusoliera; era priva di alettoni, e il controllo del rollio dipendeva da un sistema di svergolamento alare; la deformazione delle estremità alari per garantire lo svergolamento era operata da alcuni tiranti che, così come i cavi di controventatura che rinforzavano l'ala stessa, erano fissati alla sommità di una struttura piramidale collocata al disopra e davanti al posto di pilotaggio.
Il carrello d'atterraggio era un semplice biciclo fisso, costituito da una struttura anteriore che collegava la parte inferiore della fusoliera all'assale rigido, ammortizzato tramite elementi elastici, ai cui estremi erano collocate le due ruote, integrato posteriormente da un pattino d'appoggio posto sotto la coda del velivolo.
La propulsione era affidata a un motore Le Rhône 9J, un rotativo (a pistoni radiale) 9 cilindri raffreddato ad aria in grado di erogare una potenza nominale pari a 110 hp (82 kW); collocato sul naso del velivolo, dove una cofanatura metallica aperta parzialmente verso il basso consentiva il migliore raffreddamento dei cilindri alettati, trasmetteva il moto a un'elica bipala in legno a passo fisso caratterizzata da una grande protezione ogivale posta sul mozzo con funzioni aerodinamiche.
L'armamento era basato su un'unica mitragliatrice Vickers calibro .30 in (7,7 mm) collocata in caccia centralmente davanti al pilota, dotata di meccanismo di sincronizzazione dei colpi e sparante attraverso il disco dell'elica.

## Utilizzatori
Regno Unito
- Royal Flying Corps